# Анданте
Анданте (итал. andante) — музыкальный термин, происходящий от итальянского глагола «andare», означающего в переводе «идти». В музыке им обозначают скорость, с которой должно воспроизводиться музыкальное произведение, и соответствует темпу в диапазоне от 76 до 108 ударов в минуту — он располагается посередине между адажио и модерато.
На протяжении веков практическое использование этого темпа изменялось и до начала использования метрономов анданте равнялся скорости обычной ходьбы, соответствуя ритму от 69 до 84 ударов. Таким образом анданте относится к умеренно медленному темпу и по скорости ближе к адажио.
Этим же термином называют мелодию или медленную часть сонаты, симфонии или другого музыкального произведения, не имеющего собственного наименования, и исполняемого в этом темпе. Нередко анданте является цельная музыкальная тема с вариациями.
Анданте также считается одним из самых востребованных темпов для медленных частей сонатного цикла. Есть и уменьшительное слово от анданте - андантино. Характерным отличием анданте считается более плавный и мягкий темп. Еще этот термин употребляется для обозначения, темпа, части цикла, и даже самостоятельной пьесы.
Примером музыки в темпе анданте является вторая часть симфонии № 1 Моцарта.